# 페르디난트 만리허

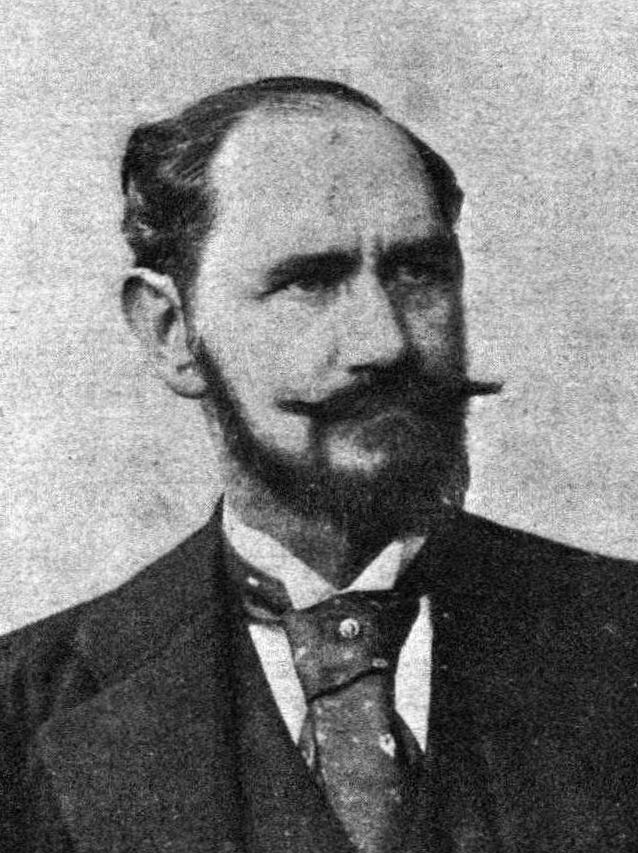

페르디난트 만리허(Ferdinand Mannlicher, 본명: 페르디난트 리터 폰 만리허, 독일어: Ferdinand Ritter von Mannlicher, 1848년 1월 30일 ~ 1904년 1월 20일)는 오스트리아의 엔지니어이자 소형 무기 설계자이다. 제임스 패리스 리와 함께 만리허는 특히 연발총 및 일괄 클립 충전기 로딩 탄창 시스템을 발명한 것으로 유명하다. 나중에 만리허는 회전식 탄창을 위한 다른 발명가의 프로토타입 디자인을 개선하면서 그의 제자인 오토 쇼나우어(Otto Schönauer)와 함께 완벽한 회전식 탄창 디자인인 만리허-쇼나우어(Mannlicher-Schönauer)에 대한 특허를 취득했으며 이는 상업적 및 군사적 성공을 거두었다.

## 생애
보헤미아의 모스트(독일어: Brüx)의 후손인 오랜 부르주아 가문의 자손인 만리허는 독일 마인츠에서 태어났다. 아버지는 연방 요새의 오스트리아 수비대 관리를 역임했다. 그는 1857년에 부모와 함께 비엔나의 요제프슈타트 지구로 돌아왔고 마투라(Matura) 고등학교 시험을 치른 후 빈 공과대학교에 다녔다. 1869년에 오스트리아 남부 철도 회사의 직원으로 직업 경력을 시작했으며 1887년까지 황제 페르디난트 북부 철도 회사에서 엔지니어로 일했다.
만리허는 일찍부터 무기 기술, 특히 후장식 연발 소총에 관심을 돌렸다. 그의 야망은 1866년 쾨니히그레츠 전투에서 오스트리아군이 패배한 데 힘입어 제국군과 왕립군의 부적합한 장비로 거슬러 올라간다. 1876년에 그는 수많은 건설 설계를 연구하기 위해 필라델피아의 100주년 박람회로 여행을 떠났고 이후 관형 탄창이 있는 여러 유형의 연발 소총의 초안을 작성했다. 1885-1886년에 그는 오스트리아-헝가리군과 여러 다른 군대에서 군용 소총으로 채택된 볼트 액션 기반의 브리치 블록의 "만리허 시스템"(Mannlicher System)에 대한 특허를 받았다.
만리허는 슈타이어 만리허(Steyr Mannlicher)라는 이름으로 곧 유럽에서 가장 큰 무기 제조업체 중 하나가 된 어퍼 오스트리아의 슈타이어(Steyr)에 있는 오스트리아 무기 공장 회사에 합류했다. 만리허 M1895 모델은 제1차 세계대전까지 오스트리아-헝가리군에서 널리 사용되었다. 1887년 Mannlicher는 철관훈장(오스트리아) 3급을 수여받았고, 프로이센왕관훈장과 프랑스 레지옹 도뇌르 훈장도 받았다. 1892년 12월 14일 오스트리아의 프란츠 요제프 황제는 그의 초기 고귀함으로 인해 그에게 리터 폰(느슨하게 번역하면 '기사'로 번역됨)이라는 칭호를 부여했다. 1899년에 그는 제국 의회 의회의 오스트리아 상원(Österreichisches Herrenhaus)에 평생 임명되었다.
만리허의 생애 동안 성공적인 디자인은 턴 볼트와 스트레이트 풀 액션 모두에서 군용 및 스포츠용 볼트 액션 소총이었다. 만리허는 또한 19세기의 마지막 10년 동안 몇 가지 혁신적인 반자동 권총 디자인을 개발했다. 탄약이 그러한 무기에서 제대로 작동하기에 적합하지 않았던 시기에 개발된 반자동 소총의 실험적 설계를 보면 그가 시대를 얼마나 앞섰는지 알 수 있다. 만리허는 1883년 흑색 화약 탄약통인 11mm 오스트리아 원들(Werndl)을 발사하는 자동 소총의 개발을 시작했다.

## 특허
- 미국 특허 472,795  Repeating Firearm. April 12, 1892. (Rifle)
- 미국 특허 518,821  Feed Mechanism for Magazine-Guns. Granted April 24, 1894. (Rifle)
- 미국 특허 581,295  Automatic Firearm. Granted April 27, 1897. (Rifle)
- 미국 특허 581,296  Automatic Firearm. Granted April 27, 1897. (Pistol, Steyr Mannlicher M1894)
- 미국 특허 728,739  Automatic Firearm. Granted May 19, 1903. (Rifle)
- 미국 특허 804,748  Small-Arm Having Automatic Breech-Action. Granted November 14, 1905. (Rifle, granted posthumously)